# Götzinger Achen
Die Götzinger Achen oder auch Götzinger Ache ist ein ca. 31 km langer Fluss im Landkreis Traunstein in Bayern, der bei Petting den Waginger See entwässert und im Gebiet der Stadt-Gemeinde Tittmoning von links und aus dem Süden in die untere Salzach mündet.

## Name
Der Name geht auf das Dorf Götzing der Gemeinde Fridolfing zurück, das links am Mittellauf liegt.

## Geographie

Abfluss der Götzinger Achen aus dem Waginger See

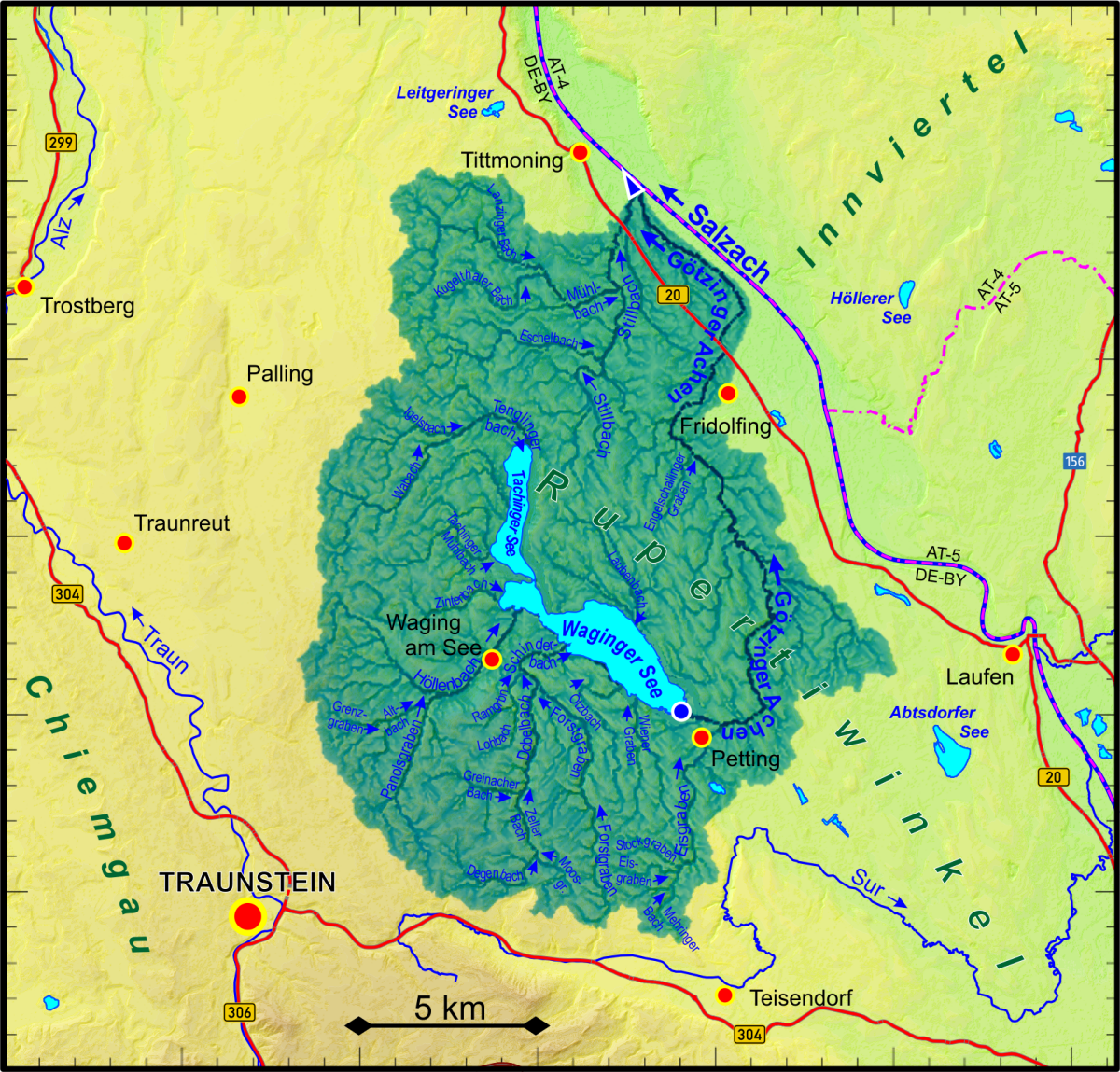
Einzugsgebiet der Götzinger Achen

### Verlauf
Der Fluss entfließt dem – mit seinem kleineren oberen Teil Tachinger See zusammen – über 6,5 km² großen Waginger See in einer Flachwasserzone am Südostende auf 442 m ü. NHN. Zwischen Hochwasserschutzdämmen läuft er zunächst an Petting vorbei in östlicher Richtung. Bei der Einöde Unverzug nahe Petting mündet hier von rechts der Eisgraben zu. Etwa zweieinhalb Kilometer nach dem See kehrt er sich zwischen den zu Petting gehörenden Weilern Kirchhof und Spöck nach Norden. Schon bald tritt er auf die Gemarkung der Gemeinde Kirchanschöring über. Nach deren Weiler Zeifen wird er angestaut, aus dem kleinen Stausee zweigt in östlicher Richtung ein Kraftwerkskanal in Richtung des Dorfes Lebenau in der Gemeinde Fridolfing ab, dessen Wasser dann in die Salzach abfließt.
Die Ache selbst verläuft in nördlicher Richtung durch das Zentrum von Kirchanschöring, an dessen Nordende bei der Bannmühle der Rodingbach von rechts mündet. Auf dem unterhalb sehr schlingenreichen Lauf wechselt sie über aufs Gebiet von Fridolfing, wo sie an der Querung der Kreisstraße TS 26 das namengebende Dorf Götzing rechts passiert. Wenig flussabwärts verlässt die Ache ihre kleine Talmulde und wechselt auf Nordostlauf in die weite linke Flussebene der Salzach. Den Siedlungsbereich des Pfarrdorfs Fridolfing berührt sie dabei nur im Nordwesten bei dessen Obermühle. Ab dem kleinen Dorf Kelchham am linken Ufer tritt sie in den Auenwald links der Salzach ein und hält in nun etwa parallelem Lauf nach Nordwesten außerhalb des Flutdamms meist einen Abstand von weniger als einem halben Kilometer. Nach dem Übertritt auf die Gemarkung der Stadt Tittmoning erreicht sie noch von links und Süden ihr mit 12 km Länge bei weitem größter Zufluss Stillbach. Weniger als anderthalb Kilometer später mündet die Ache selbst im Auenwald östlich von Tittmoning von links in die untere Salzach.
Hydrologisch gesehen ist das Gewässer nur der Unterlauf einer Lauffolge aus den Quellflüssen und -bächen des Waginger Sees; die bedeutendsten sind der bei Lampertsham in der Gemeinde Palling entstehende Igelsbach und der Tenglinger Bach, so dass das Flusssystem zusammen mit dem Waginger See und eben der Götzinger Achen insgesamt eine Länge von fast 45 km hat.
Im Mittel führt die Götzinger Achen der Salzach wenig unter 3 m³/s Wasser zu. Das mittlere Sohlgefälle ab dem Waginger See liegt bei 2,2 ‰. Ein Pegel (Messstellennummer: 18683000) befindet sich an der Pettinger Einöde Unverzug.

### Zuflüsse und Abzweige
Von Ursprung am Auslauf des Waginger Sees bis zur Mündung. Auswahl.
- Eisgraben, von rechts nach Petting-Unverzug
- → (Abgang eines Kraftwerkskanals), nach rechts zwischen Kirchanschöring-Zeifen und -Voglaich; mündet am Kraftwerk bei Fridolfing-Lebenau in den Schinderbach zur Salzach
- Rodingbach, von rechts über deren Mühlkanal an der Bannmühle von Kirchanschöring
- Herrnöder Bach, von links bei Kirchanschöring-Lackenbach
- Fuchsbach, von links vor Kirchanschöring-Neunteufeln
- Engelschallinger Bach, von links nach Fridolfing-Eizing
- Schottengraben, von links nach Fridolfing-Götzing
- Sinzelgraben, von rechts nach Fridolfing-Kelchham
Hiernach läuft die Götzinger Achen im oder am Rande des Auenwaldes neben der Salzach
- Walderinger Graben, von links bei Tittmoning-Waldering
- Stillbach, von links bei Tittmoning-Hainach

### Orte am Lauf
vom Ursprung zur Mündung. Nur die Orte tiefster Schachtelungsstufe liegen am Lauf
- Gemeinde Petting
  - Petting (Pfarrdorf, rechts meist in etwas Abstand)
  - Mandlberg (Weiler, linker Hügel)
  - Unverzug (Einöde, rechts)
  - Brandhofen (Weiler, linker Hang)
  - Kirchhof (Weiler, rechter Hang)
  - Spöck (Weiler mit Gewerbezone)
- Gemeinde Kirchanschöring
  - Frohnholzen (Dorf, rechter Hang, mit Kläranlage)
  - Zeifen (Weiler, überwiegend links)
  - Voglaich (Weiler, rechts)
  - Kirchanschöring (Pfarrdorf)
  - Bannmühle (Weiler, rechts)
  - Lackenbach (Dorf, links)
  - Neunteufeln (Einöde mit Gewerbezone, links)
- Gemeinde Fridolfing
  - Karlachöd (Einöde, rechts)
  - Lixen (Einöde, links)
  - Umundum (Einöde, links)
  - Mayerhofen (Weiler, links)
  - Eizing (Weiler)
  - Götzing (Dorf, in Abstand links)
  - Anthal (Weiler, links)
  - Niederwinkeln (Einöde, rechts)
  - Furth (Einöde, links)
  - Fridolfing (Pfarrdorf, überwiegend rechts)
  - Obermühle (zum Pfarrdorf Fridolfing)
  - Brunn (Weiler, mit Abstand links)
  - Dietweis (Weiler, rechts)
  - Kelchham (Dorf, links)
- Stadt Tittmoning
  - Waldering (Weiler, in Abstand links)
  - Roibach (Einöde, in Abstand links)
  - Wolfenhäusl (zum Kirchdorf Kirchheim, links)
  - Tittmoning (Hauptort, in großem Abstand links)

## Geschichte

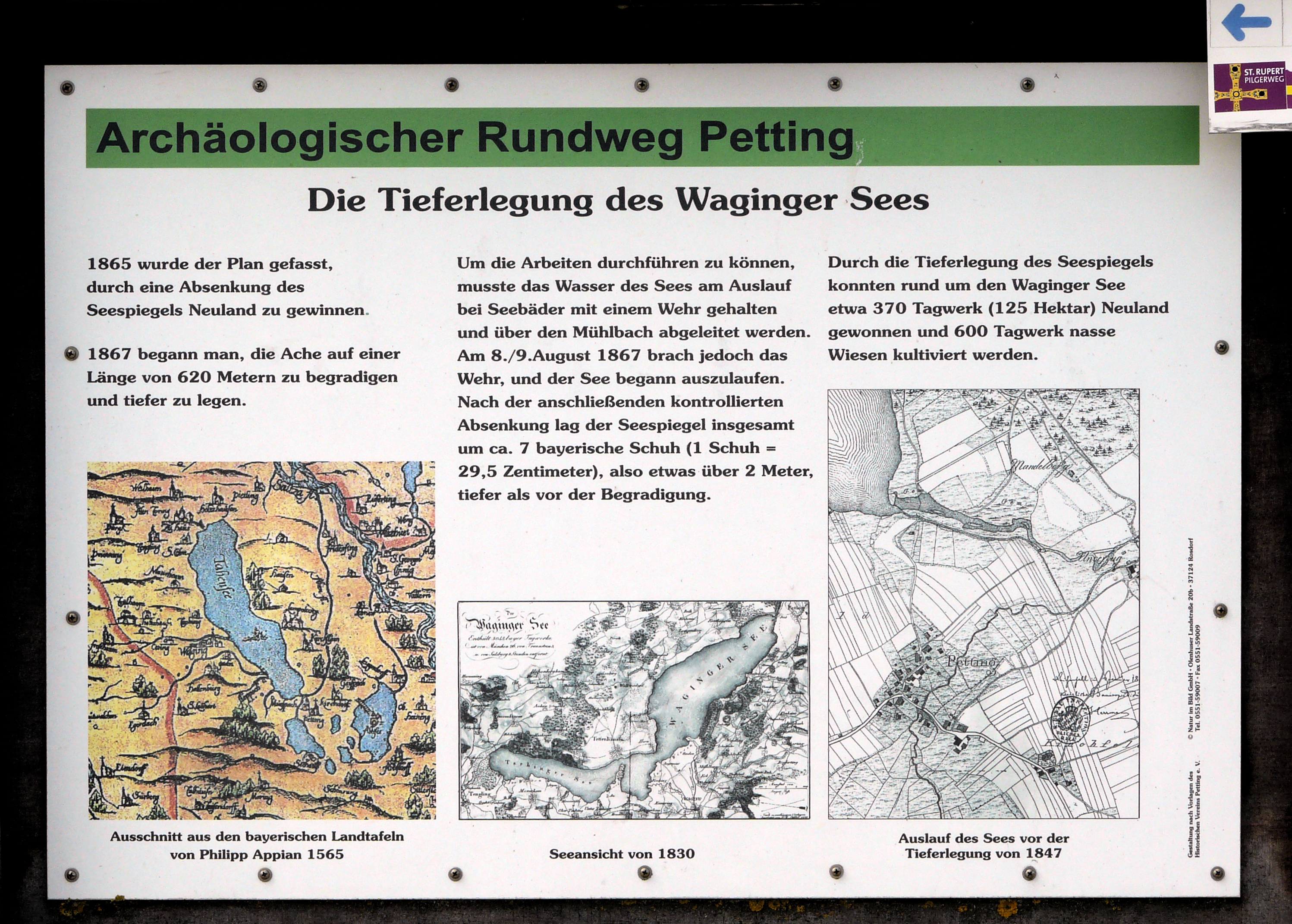
Ausfluss des Waginger Sees vor Tieferlegung

Bis ins 20. Jahrhundert hinein wurde die Kraft der Götzinger Ache genutzt, um Wassermühlen zu betreiben. Im Weiler Zeifen, Gde. Kirchanschöring, steht der namensgebende ehemalige, nun unter Denkmalschutz stehende Mühlenhof Zeifen, in dessen unmittelbarer Umgebung der Verlauf des Mühlbaches noch erkennbar ist, der einst die Flussschleife abschnitt.

In Eizing bei Fridolfing erinnert die Mühle der Familie Aicher noch an diese Tradition, allerdings wird die Mühle heute nicht mehr mit Wasserkraft angetrieben.

Unterhalb des Weilers Spöck der Gemeinde Petting liegt in der Nähe der Kläranlage eine kleine Staustufe, an der eine Turbine Strom u. a. für das angrenzende Sägewerk erzeugt.

Ein weiterer, kurz vor Kirchanschöring liegender kleiner Stausee dient als Wasserreservoir für das Kraftwerk bei Lebenau, dem das Wasser über einen Kanal zugeführt wird, der dann nahebei in die Salzach mündet.

In Kirchanschöring zweigt als Mühlbach zum angrenzenden Ortsteil mit der namengebenden Bannmühle ein weiterer Kanal ab, dessen Wasser in die Ache zurückgeführt wird.
1867 wurde der Ausfluss des Waginger Sees, also der Beginn der Götzinger Ache, tiefergelegt, dabei sank der Wasserspiegel des Waginger Sees um ca. 2 Meter. Dadurch konnten etwa 370 Tagwerk (125 Hektar) Neuland und 600 Tagwerk nasse Wiesen kultiviert werden.

## Aue
Mit Ausnahme der Wald- und Auwaldabschnitte ist ein ökologisch intakter Uferstreifen nur in einzelnen Teilstücken vorhanden. Oft liegen Bebauungen oder bewirtschaftete Felder am Rand der Götzinger Ache, in geringem Umfang v. a. im Oberlauf bis Kirchanschöring, auch Wald. Der Uferstreifen beschränkt sich dann oft auf die Uferböschung.
Jedoch zeichnet sich im Bereich der Kirchanschöringer Senke die Götzinger Ache durch besonders naturnahe und aueähnliche Verhältnisse aus. Von Fridolfing bis zur Salzachaue wurde die Aue der Götzinger Ache durch Eindeichung und Begradigung beseitigt. Ab Kelchham fließt die Götzinger Ache in einem Altarmsystem der Salzach.
Im Bereich der Gemeinde Kirchanschöring findet seit der Jahrtausendwende auch der eine oder andere unter Naturschutz stehende  Biber im Baumbewuchs der Auen der Götzinger Ache ein schmackhaftes Betätigungsfeld.

## Wirtschaftliche Nutzung
Im Oberlauf versorgt eine Staustufe mit  Kleinkraftwerk den Weiler Spöck mit Strom, v. a. das dort betriebene Sägewerk.
In Lebenau, einem Weiler im südlichen Gemeindegebiet von Fridolfing, befindet sich ein von der E.ON Bayern betriebenes Wasserkraftwerk, das von zwei Kanälen, einer davon aus der Götzinger Ache, gespeist wird. Das Unterwasser fließt direkt in die Salzach und nicht wieder in die Götzinger Ache zurück.

## Hochwasserkatastrophen
Mit dem Bau des Hochwasserdammes an der Salzach wurde die Gefahr einer Überflutung der im Salzachtal gelegenen Ortschaften und Weiler weitgehend gebannt. Die Hochwassergefahr bestand nun „nur noch“ seitens eines Rückstaus der Götzinger Ache.

In der Gemeinde Fridolfing kam es wiederholt nach starken Regenfällen zu einem Austreten des Dorfbaches und der Götzinger Ache. Bei gleichzeitigem Rückstau durch die Salzach resultierten daraus immer wieder Hochwasserkatastrophen wie in den Jahren 1920, 1922, 1940, 1959, 1960 und 1985.

Die größte Hochwasserkatastrophe des 20. Jahrhunderts an der Götzinger Ache mit verheerenden Schäden ereignete sich am 8.–10. Juli 1954. Nach tagelangen schweren Regenfällen trat der Bach bei Niederwinkeln über die Ufer, sammelte sich im Fridolfinger Dorfbach und durchströmte als reißender Fluss  den Ort. Ein großer Teil Fridolfings  stand unter Wasser. Neben Gebäude- und Straßenschäden auch im Oberlauf des Kirchanschöringer Gemeindegebietes wurden die damals hölzerne Brücke in Zeifen zwischen Reichersdorf und Frohnholzen und ein weiterer Steg völlig zerstört.

## Besonderheiten
Die Grundstücksgrenzen am Gewässer sind oft immer noch durch die Mittelwasserlinie festgelegt.
Beliebt ist die Götzinger Ache bei Sportfischern, welche hier alle Fische der Barbenregion vorfinden.